# Soricomys leonardocoi
Soricomys leonardocoi är en gnagare i familjen råttdjur som förekommer i Filippinerna.
Arten blir med svans 180 till 208 mm lång, svansens längd är 82 till 95 mm och vikten är 26 till 36 g. Djuret har 21 till 25 mm långa bakfötter och 13 till 15 mm stora öron. Huvudet kännetecknas av en smal nos, små ögon och små öron. På ovansidan förekommer kastanjebrun päls och undersidans päls är ljusare. Detta råttdjur kan i samma region förväxlas med Crocidura grayi som dock är en näbbmus. I utbredningområdet lever även gnagare av släktet Apomys som har en vit svansspets. Honans fyra spenar ligger vid ljumsken och är ordnade i par.
Denna gnagare är endast känd fran östra Luzon. Den lever i bergstrakter mellan 1450 och 1750 meter över havet. Arten är aktiv på dagen och på natten och vistas i skogar. Födan utgörs av daggmaskar och andra ryggradslösa djur som hittas i lövskiktet och i det översta jordlagret.
För beståndet är inga hot kända och populationen anses vara stabil. IUCN listar Soricomys leonardocoi som livskraftig (LC).